# Поліміно

Укладка 12 пентаміно на шаховій дошці 8×8 з вирізаним центральним квадратом 2×2

Повний набір 35 (двосторонніх) гексаміно. Якщо заборонити перевертати фігури гексаміно, повний набір буде складатися з 60 «односторонніх» гексаміно.

Поліміно, або  поліоміно  (англ. polyomino) — плоскі геометричні фігури, утворені шляхом з'єднання декількох одноклітинних квадратів по їх сторонам. Це поліформи, сегменти яких є квадратами.
Фігуру поліміно можна розглядати як скінченну зв'язну підмножину нескінченної шахівниці, яку може обійти тура.

## Назва поліміно
Поліміно (n-міно) носять назву по числу n квадратів, з яких вони складаються:
| n | Назва     | n  | Назва                  |
| - | --------- | -- | ---------------------- |
| 1 | мономіно  | 6  | гексаміно              |
| 2 | доміно    | 7  | гептаміно              |
| 3 | триміно   | 8  | октаміно               |
| 4 | тетраміно | 9  | нонаміно або еннеоміно |
| 5 | пентаміно | 10 | декаміно               |

## Історія
Поліміно використовувалися в рекреаційній математиці принаймні з 1907 року, а відомі були ще в давнину. Багато результатів з фігурами, що містять від 1 до 6 квадратів, були вперше опубліковані в журналі «Fairy Chess Review» в період з 1937 по 1957 р., під назвою «проблеми розсічення» (англ. «dissection problems»). Назва «поліміно» або «поліоміно» (англ. polyomino) було придумано Соломоном Голомбом в 1953 році і потім популяризовано Мартіном Гарднером.
У 1967 році журнал «Наука і життя» опублікував серію статей про пентаміно. Надалі протягом ряду років публікувалися завдання, пов'язані з поліміно та іншими поліморфами.

## Узагальнення поліміно

Укладання всіх 94 двосторонніх псевдопентаміно

Залежно від того, чи дозволяється перевертання або обертання фігур, відрізняються такі три види поліміно:
- двосторонні поліміно, або вільні поліміно (англ. free polyominoes) — поліміно, які дозволяється повертати і перевертати;
- односторонні поліміно (англ. one-sided polyominoes) — поліміно, які дозволяється повертати в площині, але не дозволяється перевертати;
- фіксовані поліміно (англ. fixed polyominoes) — поліміно, що недозволено ні повертати, ні перевертати.

Залежно від умов зв'язності сусідніх комірок розрізняються:
- поліміно — набори квадратів, які може обійти візир[3];
- псевдополіміно, або поліплети — набори квадратів, які може обійти король;
- квазіполіміно — довільні набори квадратів нескінченної шахової дошки.

У наступній таблиці зібрані дані про число фігур поліміно і його узагальнень. Число квазі-n-міно дорівнює 1 при n = 1 і ∞ при n > 1.
| n  | поліміно                                                                     | поліміно                                                                     | поліміно                                                                     | поліміно                                                                     | поліміно                                                                     | псевдополіміно                                                               | псевдополіміно                                                               | псевдополіміно                                                               |
| n  | двосторонні                                                                  | двосторонні                                                                  | двосторонні                                                                  | односторонні                                                                 | фіксовані                                                                    | двосторонні                                                                  | односторонні                                                                 | фіксовані                                                                    |
| n  | всі                                                                          | з отворами                                                                   | без отворів                                                                  | односторонні                                                                 | фіксовані                                                                    | двосторонні                                                                  | односторонні                                                                 | фіксовані                                                                    |
| n  | послідовність A000105 з Онлайн енциклопедії послідовностей цілих чисел, OEIS | послідовність A001419 з Онлайн енциклопедії послідовностей цілих чисел, OEIS | послідовність A000104 з Онлайн енциклопедії послідовностей цілих чисел, OEIS | послідовність A000988 з Онлайн енциклопедії послідовностей цілих чисел, OEIS | послідовність A001168 з Онлайн енциклопедії послідовностей цілих чисел, OEIS | послідовність A030222 з Онлайн енциклопедії послідовностей цілих чисел, OEIS | послідовність A030233 з Онлайн енциклопедії послідовностей цілих чисел, OEIS | послідовність A006770 з Онлайн енциклопедії послідовностей цілих чисел, OEIS |
| -- | ---------------------------------------------------------------------------- | ---------------------------------------------------------------------------- | ---------------------------------------------------------------------------- | ---------------------------------------------------------------------------- | ---------------------------------------------------------------------------- | ---------------------------------------------------------------------------- | ---------------------------------------------------------------------------- | ---------------------------------------------------------------------------- |
| 1  | 1                                                                            | 0                                                                            | 1                                                                            | 1                                                                            | 1                                                                            | 1                                                                            | 1                                                                            | 1                                                                            |
| 2  | 1                                                                            | 0                                                                            | 1                                                                            | 1                                                                            | 2                                                                            | 2                                                                            | 2                                                                            | 4                                                                            |
| 3  | 2                                                                            | 0                                                                            | 2                                                                            | 2                                                                            | 6                                                                            | 5                                                                            | 6                                                                            | 20                                                                           |
| 4  | 5                                                                            | 0                                                                            | 5                                                                            | 7                                                                            | 19                                                                           | 22                                                                           | 34                                                                           | 110                                                                          |
| 5  | 12                                                                           | 0                                                                            | 12                                                                           | 18                                                                           | 63                                                                           | 94                                                                           | 166                                                                          | 638                                                                          |
| 6  | 35                                                                           | 0                                                                            | 35                                                                           | 60                                                                           | 216                                                                          | 524                                                                          | 991                                                                          | 3 832                                                                        |
| 7  | 108                                                                          | 1                                                                            | 107                                                                          | 196                                                                          | 760                                                                          | 3 031                                                                        | 5 931                                                                        | 23 592                                                                       |
| 8  | 369                                                                          | 6                                                                            | 363                                                                          | 704                                                                          | 2 725                                                                        | 18 770                                                                       | 37 196                                                                       | 147 941                                                                      |
| 9  | 1 285                                                                        | 37                                                                           | 1 248                                                                        | 2 500                                                                        | 9 910                                                                        | 118 133                                                                      | 235 456                                                                      | 940 982                                                                      |
| 10 | 4 655                                                                        | 195                                                                          | 4 460                                                                        | 9 189                                                                        | 36 446                                                                       | 758 381                                                                      | 1 514 618                                                                    | 6 053 180                                                                    |
| 11 | 17 073                                                                       | 979                                                                          | 16 094                                                                       | 33 896                                                                       | 135 268                                                                      | 4 915 652                                                                    | 9 826 177                                                                    | 39 299 408                                                                   |
| 12 | 63 600                                                                       | 4 663                                                                        | 58 937                                                                       | 126 759                                                                      | 505 861                                                                      | 32 149 296                                                                   | 64 284 947                                                                   | 257 105 146                                                                  |

## Поліформи
Поліформи — узагальнення поліміно, комірками якого можуть бути будь-які однакові багатокутники або багатогранники. Інакше кажучи, поліформа — плоска фігура або просторове тіло, що складається з декількох з'єднаних копій заданої основної форми.
Плоскі (двовимірні) поліформи включають в себе поліамонди, сформовані з рівносторонніх трикутників; полігекси, сформовані з правильних шестикутників; поліаболо, що складаються з рівнобедрених прямокутних трикутників, та інші.
Приклади просторових (тривимірних) поліформ: полікуби, що складаються з тривимірних кубів; полірони (англ. polyrhons), що складаються з ромбододекаедрів.
Поліформи також узагальнюються на випадок більш високих розмірностей (наприклад, сформовані з гіперкубів — полігіперкуби).

## Порядок поліміно

L-поліміно, що є поліміно порядку 2

Порядок поліміно P — мінімальне число конгруентних копій P, достатнє для того, щоб скласти деякий прямокутник. Для поліміно, з копій яких не можна скласти жодного прямокутника, порядок не визначений. Порядок поліміно P дорівнює 1 тоді і тільки тоді, коли P — прямокутник.
Термін був запропонований в 1968 році Д. А. Клернером. Існує множина поліміно порядка 2; прикладом є так звані L-поліміно.
Поліміно порядку 3 не існує; доказ цього було опубліковано в 1992 році. Будь-яке поліміно, з трьох копій якого можна скласти прямокутник, само є прямокутником і має порядок 1.
Існують також пліміно порядку 4, 10, 18, 24, 28, 50, 76, 92, 312; існує конструкція, що дозволяє отримати поліміно порядку 4s для будь-якого натурального s.